# Журавлі (песма The Hardkiss)
Журавлі (са украјинског преведено на српски језик „Ждралови“) је први сингл украјинске музичке групе „The Hardkiss“, објављеног 20. јула 2017. године, уврштен касније на њихов трећи студијски албум Залізна ластівка, који је објављен 19. септембра 2018. године.. Аутор песме је фронтвумен бенда Јулија Санина

## О синглу
Солисткиња бенда Јулија Санина написала је песму током турнеје, у хотелској соби уз гитару.
Затим је, снимајући песму у студију, тим одлучио да сачува оригиналну атмосферу минимализма — музичари су истакли глас и мелодију.
Толико често пишем о драмама, али овде сам желео да створим лагану песму, желела сам нежност. Ова песма је другачија од било чега што смо раније радили. Сумњала сам да ли ћемо је искористити. Али реакција Вала (гитаристе и продуцента групе, прим.), момака музичара и свих наших пријатеља на песми „Журавлі“ била је толико дирљива да није било сумње.— рекла је Јулија Санина у интервјуу.

## Музички видео
Ова песма је објављена 21. јула 2017. године на YouTube у виду музичког спота, који је у првих месец дана прикупио више од милион прегледа. Режисер спота био је Валериј Бебко, креативни продуцент и гитариста бенда.
Од марта 2023. године видео је имао преко 30 милиона прегледа на YouTube, што га чини једним од најпопуларнијих украјинских музичких спотова на платформи.